# Chuck Chapman
Charles Winston «Chuck» Chapman (Vancouver, Columbia Británica, 24 de abril de 1911-Victoria, Columbia Británica, 7 de marzo de 2002) fue un  jugador de baloncesto canadiense. Fue medalla de plata con Canadá en los Juegos Olímpicos de Berlín de 1936.